# Plesielephantiformes
Plesielephantiformes — вимерла клада великих травоїдних ссавців і один із двох підрядів хоботних, групи, що включає слонів та їхніх близьких родичів